# Rafał Ziemkiewicz

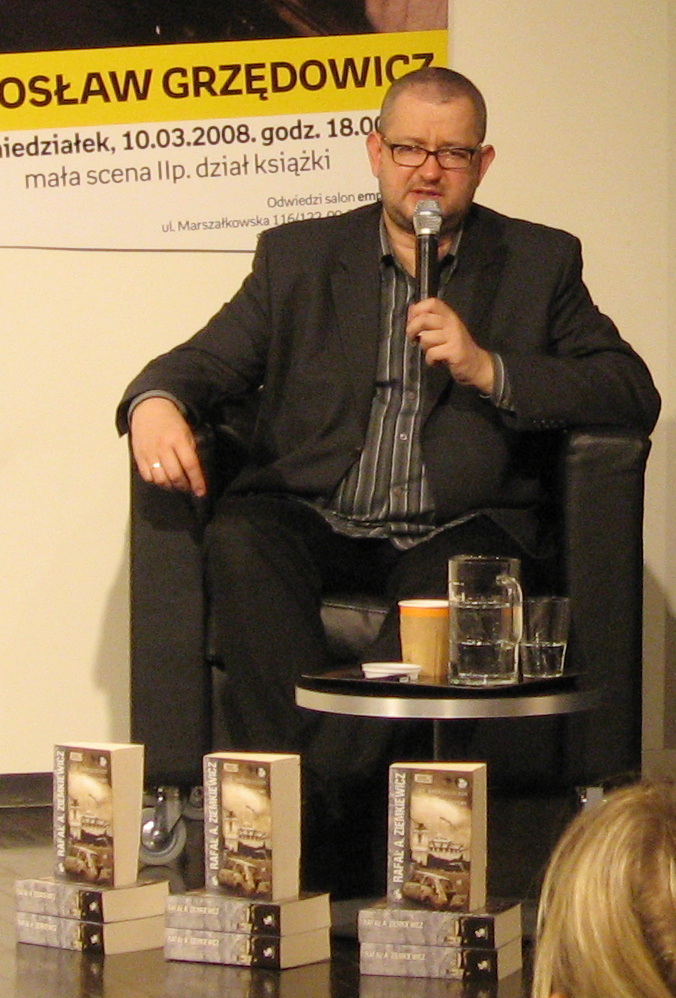
Rafał A. Ziemkiewicz w Salonie Empik Junior w Warszawie, 2008

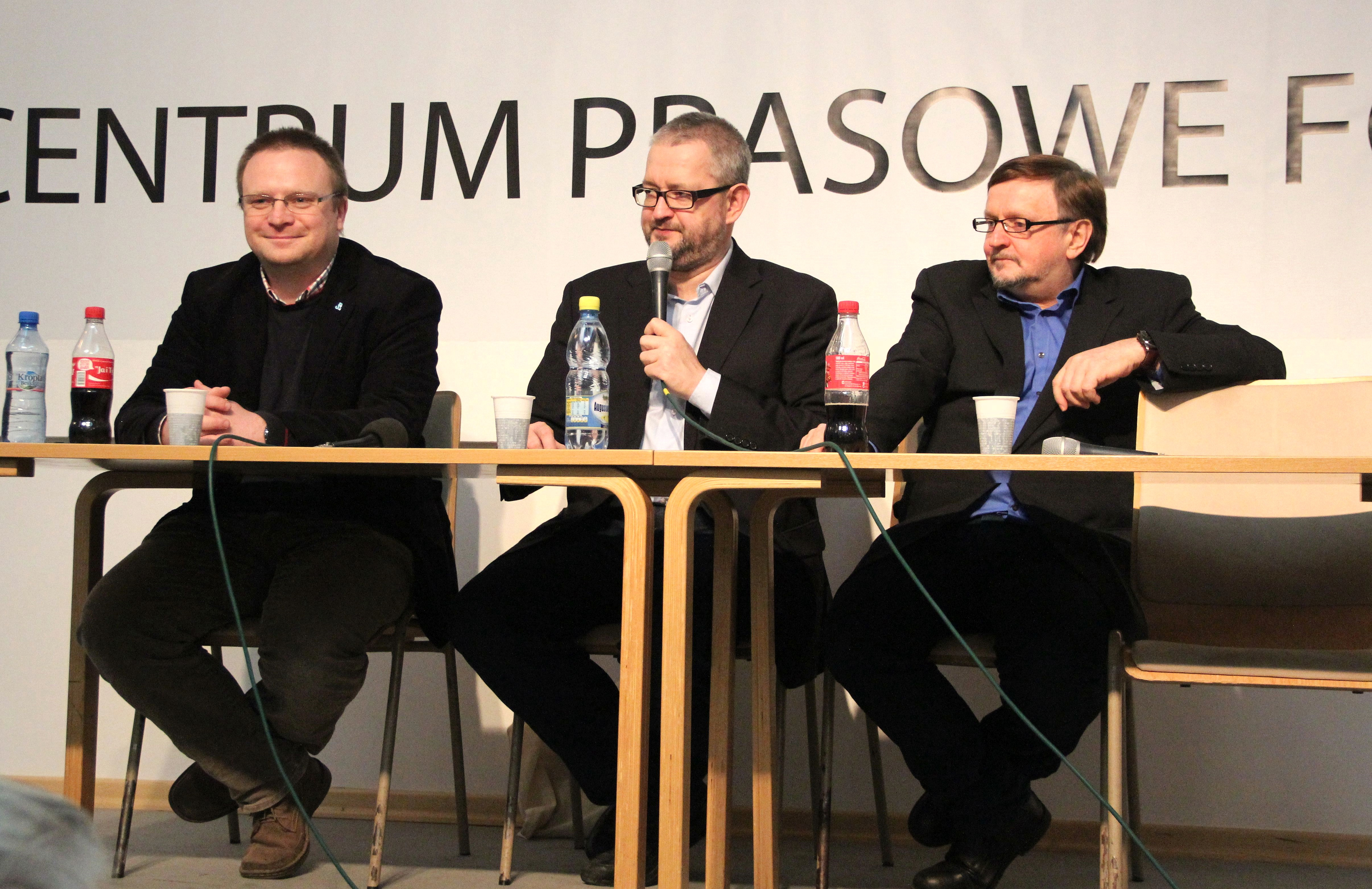
Łukasz Warzecha, Rafał Ziemkiewicz, Stanisław Janecki, Klub Ronina w Warszawie, 2014

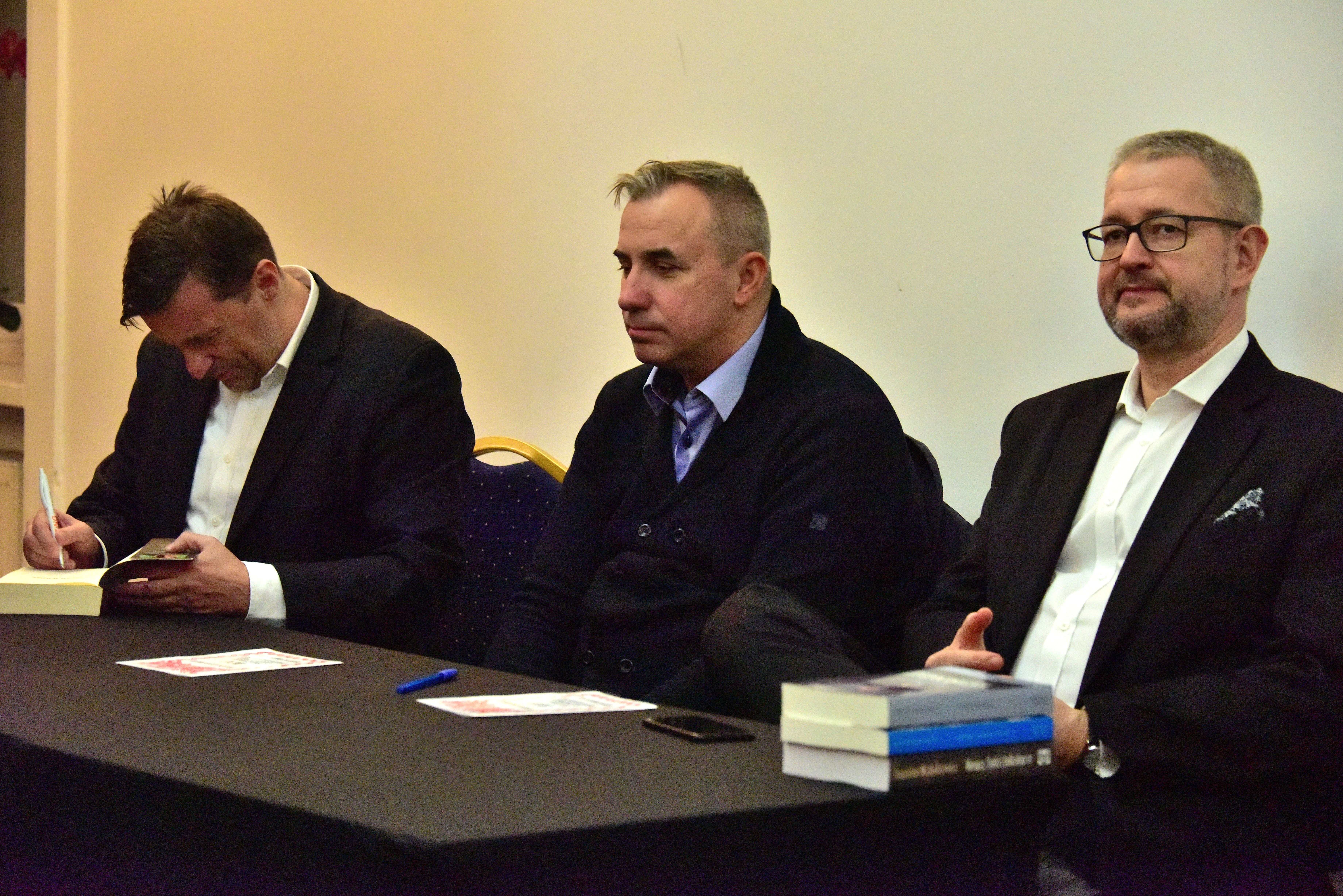
Z Witoldem Gadowskim i Wojciechem Sumlińskim podczas spotkania z czytelnikami, Centrum Prasowe Foksal w Warszawie, 2018

Rafał Aleksander Ziemkiewicz (ur. 13 września 1964 w Piasecznie) – polski dziennikarz, publicysta, komentator polityczny i ekonomiczny powiązany ze środowiskami polskiej prawicy, pisarz specjalizujący się w literaturze fantastycznonaukowej i społeczno-obyczajowej, dawniej działacz fandomu. Współzałożyciel stowarzyszenia Endecja.

## Życiorys
Absolwent XLIV Liceum Ogólnokształcącego im. Stefana Banacha w Warszawie (zdał maturę w 1983). W 1988 ukończył studia na Wydziale Polonistyki Uniwersytetu Warszawskiego (praca magisterska Science Fiction, Fantasy, Fandom – fantastyka jako zjawisko kulturowe pod kierunkiem profesora Rocha Sulimy).

### Działalność literacka
Swoją karierę pisarską zaczynał w fandomie razem z Jackiem Piekarą i Jarosławem Grzędowiczem.
Był współzałożycielem Grupy Literackiej Trust, aktywnym działaczem klubu SFan, Polskiego Stowarzyszenia Miłośników Fantastyki i wydawanego przez stowarzyszenie periodyku „SFera” oraz Klubu Tfurców. Był członkiem Stowarzyszenia Pisarzy Polskich (do 2018).
W 1986-88 pracował w redakcji miesięcznika „Fantastyka”. Był pierwszym redaktorem naczelnym magazynu „Fenix” (w latach 1990-1993). W tym okresie był także redaktorem książek w wydawnictwie „Amber”.
Jako pisarz SF debiutował opowiadaniem Z palcem na spuście w tygodniku „Odgłosy” (lipiec 1982). W tym samym roku za Cortex cerebri zdobył nagrodę w konkursie na opowiadanie SF organizowanym przez Naszą Księgarnię, Młodego Technika, Młodzieżową Agencję Wydawniczą i SFan Klub oraz wyróżnienie za Pilota.
Za twórczość literacką trzykrotnie nagradzany nagrodą im. Janusza A. Zajdla: za powieści Pieprzony los Kataryniarza (1995) i Walc stulecia (1998) oraz za opowiadanie Śpiąca królewna (1996). Dwukrotnie otrzymał nagrody Śląskiego Klubu Fantastyki, Śląkfy, jako Twórca Roku (1990 i 1998).

### Dziennikarstwo i publicystyka

#### Prasa
Karierę publicysty zaczynał jako felietonista „Najwyższego Czasu!”. Był związany z „Gazetą Polską” od początku jej istnienia, gdzie najpierw kierował działem cywilizacja, a następnie działem publicystyki. Z redakcji odszedł w 1997. Od tej pory jest niezależnym publicystą, jednak utrzymuje bliskie relacje z prawicowymi gazetami.
W 1995 jako stypendysta pracował przez cztery miesiące w Wydziale Prasowym amerykańskiej Partii Republikańskiej w Seatlle.
Jego teksty ukazywały się w m.in. czasopismach  „Nowa Fantastyka” (1991, 1993-98, 2003-05, 2011), „Magazyn Literacki” (1992, 1996-99), „Wprost” (2001–2003), „Newsweek Polski” (2003–2007), „Rzeczpospolitej” (2004),  „Polityce” (1998-2001), „Czas Kultury” (1998-2001), „Wprost” (2001-2003), „Science Fiction” (2001-2004),„Czas Fantastyki” (2006), „Niezależna Gazeta Polska” (od 2006), „Arcana” (2009-2011) i w „Przewodniku Katolickim”. Do listopada 2012 współpracował z tygodnikiem „Uważam Rze”; odszedł wraz z całą redakcją po próbie ingerowania przez wydawcę w linię pisma i odwołaniu twórcy i redaktora naczelnego tygodnika Pawła Lisickiego. Od 2013 wraz z tym zespołem współtworzył tygodnik „Do Rzeczy”. W sierpniu 2019 przez krótki czas był felietonistą dziennika „Fakt”.

#### Radio
Pracował jako dziennikarz i publicysta m.in. w Radiu Wawa, PR IV i w Radiu Plus (1997-1999). Był gospodarzem programu publicystycznego radia Tok FM od 2002. Został ze stacji zwolniony w 2005 za sposób, w jaki na antenie wspomniał o swoim procesie z Adamem Michnikiem. Współpracował z radiem Vox FM, w którym prowadził poranny przegląd prasy. Przez kilka (2007-09) współpracował także z publicznym radiem („Jedynka”, „Trójka” i „Radio dla Ciebie”): w radiowej Jedynce prowadził cotygodniowe słuchowisko Rozmowy w Jedynce. We wrześniu 2013 powrócił do zespołu redakcyjnego Radia Plus, gdzie prowadził cotygodniową autorską audycję Plusy dodatnie, plusy ujemne. Emisja programu została zakończona w 2016.

#### Telewizja
Był prezenterem telewizji śniadaniowej w programie Kawa czy herbata w TVP1 (1997-2000). Współpracował z TV Biznes (program Bugaj contra Ziemkiewicz, 2006-08). Od września 2006 do lutego 2007 prowadził w TVP1 cotygodniowy program kulturalny Ring, wchodzący w skład pasma publicystycznego Jedynki Nie ma przebacz. W TVP Info od października 2007 do 2008 prowadził program O co chodzi?, a po jego zastąpieniu w latach 2008–2011 cotygodniowy Antysalon Ziemkiewicza tudzież Poranek Info. W stacji TVP Historia w latach  2007-09 był gospodarzem kilku cyklicznych audycji: „Kontrowersje” (jego gościem był często prof. Paweł Wieczorkiewicz) i, od jesieni 2008, Pojedynek (wspólnie ze Sławomirem Sierakowskim). Od 2011 do 2012 był gospodarzem cyklu  dla TVP Info o nazwie Info Dziennik – Gość. Od maja 2013 prowadzi w TV Republika autorską audycję Salonik polityczny i jest w niej także stałym komentatorem wydarzeń społeczno-politycznych. Od 2019, premierowo w piątkowe poranki w paśmie Polska na dzień dobry, komentuje bieżące wydarzenia polityczne w programie Polityczne Podsumowanie Tygodnia wg Rafała Ziemkiewicza. Audycja odbywa się w formie wywiadu Emilii Wierzbicki z publicystą.
Od 1 lipca 2013 zasiada w składzie Rady Nadzorczej Telewizja Republika S.A., zarządzającej stacją Telewizja Republika.
W 2016 został jednym z prowadzących publicystyczno-satyrycznego program W tyle wizji nadawanego wieczorem od poniedziałku do soboty na antenie TVP Info. We wrześniu 2020 dziennikarz przestał być uwzględniany w grafiku prowadzących program po krytyce przegłosowanego przez Sejm RP projektu nowelizacji ustawy o ochronie zwierząt (która m.in. zakazuje hodowli zwierząt na futra z wyjątkiem królika, zakazuje wykorzystywania zwierząt w celach rozrywkowych, w tym w cyrkach, a także trzymania zwierząt domowych na uwięzi na stałe). 23 września dyrektor Telewizyjnej Agencji Informacyjnej (jednostka Telewizji Polskiej; realizuje dla TVP materiały informacyjne, reporterskie i dokumentalne) poinformował, że współpraca z Ziemkiewiczem została zawieszona z powodu „konfliktu interesów”.
15 listopada 2020 dziennikarz, podczas audycji na swoim kanale w serwisie YouTube poinformował o całkowitym zakończeniu stałej współpracy z Telewizją Polską. Stwierdził także, że na razie nie widzi możliwości powrotu do programu W tyle wizji nadawanego w TVP Info, gdyż według niego program staje się coraz bardziej jednostronny i ma niewiele wspólnego z obiektywizmem.

#### Internet
Od 2005 ma portalu interia.pl publikował stały cotygodniowy felieton. Decyzją kierownictwa witryny 7 czerwca 2019 został zwolniony z redakcji. Jak sam przyznał, miało to związek z jego tekstem, w którym stanął w obronie Zofii Noceti-Klepackiej, medalistki olimpijskiej w windsurfingu, która była krytykowana w mediach za wygłaszanie komentarzy o treści homofobicznej. W felietonie tym pisał między innymi, że „Chcę powiedzieć mocno i wyraźnie: do LGBT trzeba strzelać! Nie w sensie dosłownym, oczywiście – trzeba z nim walczyć, trzeba wiedzieć, że nie są to ludzie dobrej woli, ale nowi bolszewicy, nowi naziści, którzy chcą nas zniszczyć w imię swojego obłędnego ideolo. Podkreślam – mówię o «strzelaniu» do LGBT, do ideolo, nie do homoseksualistów”. Felieton ukazał się na portalu 7 czerwca 2019, jednak po kilku godzinach od momentu publikacji Interia usunęła tekst, a redaktor naczelny portalu Krzysztof Fijałek wydał w tej sprawie oświadczenie: „Popieramy i opowiadamy się za wolnością słowa, nie wtedy jednak, kiedy na naszej platformie ukazują się treści nawołujące, choć tylko w przenośni, do przemocy”. Ziemkiewicz umieścił felieton na swojej stronie internetowej.
Od listopada 2020 prowadzi swój własny kanał w serwisie YouTube, gdzie komentuje bieżące wydarzenia społeczno-polityczne, natomiast od 2022 współprowadzi z Pawłem Lisickim, redaktorem naczelnym tygodnika Do Rzeczy, program Do Rzeczy Polska.
Od lipca 2024 wspólnie z Wiktorem Świetlikiem prowadzi program publicystyczny Risercz, emitowany na kanale youtube’owym Super Expressu.

#### Klub Ronina
W styczniu 2007 założył z Józefem Orłem dyskusyjny klub polityczny Klub Ronina.

### Działalność polityczna
W latach 80. współpracował z podziemną oficyną wydawniczą „Stop” m.in. prowadząc kolportaż książek na Wydziale Polonistyki Uniwersytetu Warszawskiego. W latach 1993–1994 był członkiem i rzecznikiem prasowym Unii Polityki Realnej. W 1995 jako stypendysta National Foundation pracował w krajowym biurze kongresowym amerykańskiej Partii Republikańskiej i jej stanowym wydziale prasowym w Seattle.
W kwietniu 2005 został członkiem stowarzyszenia KoLiber. W czerwcu 2013 wszedł w skład zespołu doradców Ruchu Narodowego. W 2015 został honorowym członkiem Stowarzyszenia Studenci dla Rzeczypospolitej.
19 maja 2016, w Sejmie, Rafał Ziemkiewicz wraz z niektórymi posłami Kukiz’15 ogłosił powołanie do życia stowarzyszenie Endecja. Objął w nim funkcję przewodniczącego Rady Patronackiej.

### Działalność satyryczna
W latach 2005-2007 występował z Kabaretem Pod Egidą, głównie w Ośrodku Kultury Ochoty w Warszawie. Współpracę rozpoczął od występów w programie „Dobrze nam tak”, do udziału w którym namówił go Jan Pietrzak. Komentował tam w monologach wydarzenia, głównie ze świata polityki, ale także innych sfer życia.
W jednym z wrześniowych wydań Szansy na sukces z 2008, w którym amatorzy śpiewali piosenki Kabaretu Pod Egidą, zasiadał obok Jana Pietrzaka i Ewy Dałkowskiej w oceniającym wykonawców jury.

## Poglądy i reakcje. Oskarżenia o antysemityzm
Rafał Ziemkiewicz deklaruje się jako „nowoczesny endek” oraz publicysta konserwatywno-liberalny. Jakkolwiek okazuje niechęć wobec środowisk takich jak Radio Maryja i dystansuje się od udzielania jawnego poparcia konkretnym partiom politycznym, utożsamiany jest powszechnie ze światopoglądową prawicą. W kwestiach ekonomicznych jest zwolennikiem prymatu wolnego rynku, a równocześnie domaga się odwrotu od ponowoczesnych przemian kulturowych i odnowienia dawnych tradycji. Jest sceptycznie nastawiony do legalizacji marihuany, jednak popiera depenalizację w postaci zniesienia wszelkich kar prawnych za używanie jej. Jest także zwolennikiem przywrócenia w Polsce kary śmierci.
Ziemkiewicz z pozycji endeckich krytykuje dziedzictwo dziewiętnastowiecznych powstań narodowych oraz piłsudczykowskich rządów sanacji w trakcie II Rzeczypospolitej, przypisując im główną odpowiedzialność za klęskę wrześniową. Uznaje też za Piotrem Zychowiczem, że Polska przed wybuchem II wojny światowej powinna była zawrzeć taktyczny sojusz z III Rzeszą przeciwko Związkowi Radzieckiemu. Krytycy zarzucają Ziemkiewiczowi w tej kwestii pominięcie współodpowiedzialności Narodowej Demokracji za toksyczną atmosferę panującą w państwie polskim przed wybuchem wojny, a także „pseudointelektualny fechtunek” w doborze argumentacji oraz stawianie śmiałych tez historycznych bez przygotowania merytorycznego, które w mediach społecznościowych doczekało się złośliwego określenia „risercz ziemkiewiczowski”. Ponadto w utworach Ziemkiewicza znajduje miejsce krytyka dziedzictwa III Rzeczypospolitej, będącej zdaniem pisarza przedłużeniem epoki Polskiej Rzeczypospolitej Ludowej i państwem zdominowanym przez powiązania nieformalne, głównie wywodzące się z tajnych służb komunistycznych. Maciej Parowski klasyfikuje prozę Ziemkiewicza do literatury spiskowej, natomiast zdaniem Hanny Gosk „powtarza [ona] tezy i schematy pojawiające się również w publicystyce tego autora kreującej obraz świata na chwilę przed zapaścią, by wzbudzić u odbiorców zapał insurekcyjny”.
W swojej publicystyce Ziemkiewicz dosadnie komentuje rzeczywistość współczesnej Polski. Wielokrotnie była cytowana wypowiedź publicysty na Twitterze, „Kto nigdy nie wykorzystał nietrzeźwej niech rzuci pierwszy kamień... Ale jak zakonnik to kara konieczna”, której użył w odpowiedzi na doniesienie o oskarżeniu dominikanina z gdańskiego zakonu o zgwałcenie spędzającej z nim noc w hotelu kobiety (cytowana wypowiedź komentowała informację, iż po podjęciu śledztwa rzekoma ofiara wycofała się z oskarżeń). Na podstawie tej wypowiedzi portal plotkarski Pudelek.pl oskarżył Ziemkiewicza o przyznanie się do gwałtu, co zakończyło się wytoczonym przez pisarza procesem sądowym o zniesławienie, zakończonym przeprosinami ze strony Pudelka. W styczniu 2018 roku Ziemkiewicz zamieścił na Twitterze wpis odnoszący się do ochłodzenia stosunków polsko-izraelskich po nowelizacji ustawy o Instytucie Pamięci Narodowej: „Przez wiele lat przekonywałem rodaków, że powinniśmy Izrael wspierać (...) Dziś przez paru głupich względnie chciwych parchów czuję się z tym jak palant”. 29 stycznia Ziemkiewicz oraz jego konwersator Marcin Wolski w programie satyrycznym W tyle wizji, w związku z powtarzającym się używaniem pojęcia „polskie obozy koncentracyjne” wypowiedział słowa: „można powiedzieć, na gruncie języka, że to nie były niemieckie ani polskie, tylko żydowskie obozy. Bo w końcu kto obsługiwał krematoria”, które były interpretowane jako przypisanie organizacji Zagłady samym Żydom. Po wypowiedzi Ziemkiewicza i Wolskiego brytyjscy parlamentarzyści i aktywiści wezwali Home Office do wydania publicyście zakazu wjazdu. Ziemkiewicz ostatecznie odwołał swój przyjazd na zapowiedziane wcześniej wydarzenia w Bristolu, Cambridge i Londynie.
Rafał Pankowski, współzałożyciel Stowarzyszenia „Nigdy Więcej”, w 2018 opublikował na łamach „Israel Journal of Foreign Affairs” artykuł, w którym uznał powyższe wypowiedzi Ziemkiewicza za przykład odradzającego się w Polsce antysemityzmu. W związku z obraźliwymi wypowiedziami Ziemkiewicza (wyemitowanymi 24 stycznia 2019 na antenie programu W tyle wizji) pod adresem Pankowskiego, Rzecznik Praw Obywatelskich Adam Bodnar złożył skargę do Krajowej Rady Radiofonii i Telewizji. W dokumencie wysłanym do KRRiT stwierdził: „Wypowiedź redaktora Rafała Ziemkiewicza, niepodparta żadnymi materiałami ani odwołaniami do możliwych do zidentyfikowania wypowiedzi dra hab. Rafała Pankowskiego, mogła zostać odebrana, jako dyskredytowanie jego działalności, a szerzej jako dyskredytowanie działań na rzecz walki z rasizmem i antysemityzmem w Polsce w ogóle. Słowa redaktora Ziemkiewicza w sposób budzący wątpliwości z punktu widzenia misji mediów publicznych bagatelizują również bardzo niebezpieczne dla życia społecznego zjawiska, jakimi są mowa nienawiści i antysemityzm”. Nie podano do wiadomości opinii publicznej, czy KRRiT odpowiedziała na pismo i podjęła działania w tej sprawie.
W maju 2020, w momencie opublikowania kolejnej książki Ziemkiewicza pod tytułem Cham niezbuntowany, Stowarzyszenie Otwarta Rzeczpospolita złożyło do prokuratury zawiadomienie w związku z podejrzeniem popełnienia przestępstwa nawoływania do nienawiści na tle różnic narodowościowych oraz publicznego znieważenia grupy ludności z powodu jej przynależności narodowej (art. 256 pt. 2 i art. 257 kk). Stowarzyszenie to zaapelowało także do księgarzy, sprzedawców i dystrybutorów książki o wycofanie jej ze sprzedaży. Według Stowarzyszenia Otwarta Rzeczpospolita w książce Ziemkiewicza „głoszone są poglądy o charakterze antysemickim, mające wywołać nienawiść do Żydów, a także podać w wątpliwość historyczne fakty dotyczące Zagłady Żydów podczas II wojny światowej”. W zawiadomieniu do prokuratury stowarzyszenie wskazało, że fragment: „syjonizm pod wpływem Holokaustu, a raczej mitu Holokaustu, który sam zbudował, nabrał szczególnego okrucieństwa. Shoah dowiódł, twierdzą dziś jego prominentni przedstawiciele, że Żydzi muszą być bezwzględni” zawiera „wątpliwości natury prawnej – mówienie o «micie Holokaustu» nosi znamiona penalizowanego kłamstwa oświęcimskiego”.
Współpracujące z platformą Allegro Stowarzyszenie „Nigdy Więcej” rekomendowało portalowi usunięcie aukcji oferujących książkę Ziemkiewicza, w wyniku czego Allegro tymczasowo wstrzymało dystrybucję pozycji. Po kilku dniach książka nie była już blokowana w serwisie. Rafał Ziemkiewicz w związku ze sprawą zapowiedział pozew sądowy przeciw Allegro. Oświadczył też, że książka nie zawiera żadnych treści antysemickich czy faszystowskich, a jej główny temat jest zupełnie inny. Postępowanie w sprawie książki Ziemkiewicza wszczął Rzecznik Praw Obywatelskich Adam Bodnar, aby zbadać, czy treści zawarte w tej publikacji naruszają przepisy prawa dotyczące znieważenia grupy ludności z powodu przynależności narodowej, etnicznej, rasowej lub wyznaniowej.
Według Tomasza Nakonecznego język Ziemkiewicza, jakkolwiek cechuje się wysoką erudycją i bystrym spojrzeniem na rzeczywistość, „dla wielu ideowych oponentów, choć nie tylko dla nich, stanowi przejaw – w najlepszym razie, mowy wysoce «niepoprawnej», w najgorszym – «mowy nienawiści», i z tej racji jeśli nie dyskredytuje całości stanowiska autora, to znacznie obniża jego wiarygodność”.
2 lipca 2020 Rzecznik Praw Obywatelskich Adam Bodnar wystąpił do Krajowej Rady Radiofonii i Telewizji w związku wypowiedziami Ziemkiewicza wypowiedzianymi 23 czerwca 2020 roku podczas programu W tyle wizji w TVP Info, które to wypowiedzi RPO określił jako antysemickie. Według Rzecznika, w audycji Ziemkiewicz miał obarczyć samych Żydów odpowiedzialnością za Zagładę własnego narodu w trakcie II wojny światowej, a także wygłosił obraźliwe słowa wobec historyka prof. Jana Grabowskiego, którego nazwał „szkodnikiem”. Z kolei prof. Jana Tomasza Grossa określił jako „opętanego i chorego psychicznie”. W piśmie do KRRiT Rzecznik stwierdził: „Ponieważ komentarze te odnosiły się do działalności naukowej obu naukowców związanej z tematyką Holocaustu, nie sposób nie zauważyć ich antysemickiego kontekstu”. Nie podano do wiadomości publicznej, czy KRRiT odpowiedziała na pismo.
18 sierpnia 2020 amerykańska organizacja Global Project Against Hate and Extremism (GPAHE) opublikowała raport na temat mowy nienawiści rozpowszechnianej na Twitterze i YouTube, w którym określiła Ziemkiewicza jako „negacjonistę Holokaustu” i „homofoba”. W raporcie tym podano ponad 20 przykładów publicznych komentarzy Ziemkiewicza uznanych za mowę nienawiści, m.in. jego wypowiedź z 23 czerwca 2020 w TVP Info, w której oskarżył samych Żydów o odpowiedzialność za Zagładę własnego narodu podczas II wojny światowej (nawoływał, „żeby nie odbierać Żydom odpowiedzialności za to, bo to przecież nie Polacy wsadzali tych Żydów do wagonów, wyłapywali, eskortowali z getta, tylko inni Żydzi”). W raporcie GPAHE zaapelowało do Twittera i YouTube’a o bardziej rygorystyczne egzekwowanie zasad zakazujących szerzenia mowy nienawiści: „Nie można dopuścić do rozkwitu homofobii, antysemityzmu, nietolerancji religijnej i rasizmu w żadnym zakątku świata, a postaci takie jak Rafał A. Ziemkiewicz nie mogą dostawać narzędzi, pozwalających im dotrzeć ze swoim nienawistnym przekazem do setek tysięcy, jeśli nie milionów odbiorców”.
2 października 2021 roku Ziemkiewicz towarzyszył swojej żonie i córce w podróży do Wielkiej Brytanii, gdzie jego dziecko miało rozpocząć studia. Po przylocie na lotnisko Heathrow w Londynie został zatrzymany, a następnie aresztowany. Nie pozwolono mu wjechać na terytorium brytyjskie i zmuszono do powrotu do Polski tego samego dnia. Oficjalnym powodem niewpuszczenia Ziemkiewicza były jego poglądy, które nie licują z wartościami uznawanymi w Wielkiej Brytanii.

## Wyroki sądowe
W 2019 podczas prowadzenia programu W tyle wizji zniesławił, wraz z Magdaleną Ogórek Elżbietę Podleśną, za co został prawomocnie skazany w maju 2023 na karę grzywny. W grudniu 2023 został ułaskawiony przez Prezydenta Andrzeja Dudę w formie zatarcia skazania i darowania orzeczonej kary.
9 listopada 2023 roku Sąd Okręgowy w Warszawie prawomocnie skazał Ziemkiewicza za zniesławienie dziennikarza „Gazety Wyborczej” Bartosza Wielińskiego na 4 miesiące prac społecznych.
W maju 2024 r. sąd skazał Rafała Ziemkiewicza na cztery miesiące prac społecznych za wulgarne epitety opublikowane na portalu społecznościowym, a skierowane do Barta Staszewskiego, działacza LGBT. W grudniu 2024 r. wyrok się uprawomocnił. Sąd orzekł o podaniu wyroku do wiadomości publicznej przez 3 miesiące a także zobowiązał Ziemkiewicza do przeproszenia pokrzywdzonego. 14 kwietnia 2025 Bart Staszewski oświadczył, że Rafał Ziemkiewicz wykonał zobowiązanie nałożone na niego przez Sąd i wystosował przeprosiny. 

## Życie prywatne
Jego rodzice to Tadeusz Mirosław Ziemkiewicz, prawnik i inżynier budownictwa wodnego, i Wanda Karena z Rozbickich. Mieszka w Warszawie.
Pierwszy związek małżeński zawarł na studiach. Po 14 latach rozwiódł się, a następnie ożenił z Aleksandrą Ciejek. Jest ojcem dwóch córek (Zofii i Marii) i młodszym bratem Pawła Ziemkiewicza.

## Publikacje

### Zbiory opowiadań
- Władca szczurów (Alfa 1987, opowiadania: Cortex cerebri, Pilot, Prezydent, Łąka, Władca szczurów, Głosy z oddali, Labirynt, Hellas – III, Notatnik I – VI)
- Skarby stolinów (KAW 1990, wznowienie – Ancher 1993, opowiadanie – Hrebor Cudak, mikropowieść – Skarby stolinów, Uwagi tłumacza)
- Zero złudzeń (Białowieża 1991, opowiadania: Hellas – III, Ciśnienie, Historia, Człowiek w pociągu, Zero złudzeń, Strach, Mięso kobiet, Jawnogrzesznica, Szosa na Zaleszczyki, Notatnik VII – XIII)
- Czerwone dywany, odmierzony krok (Nowa 1996, opowiadania: Źródło bez wody, Pięknie jest w dolinie, Czerwone dywany, odmierzony krok, Śpiąca królewna)
- Cała kupa wielkich braci (Fabryka Słów 2002, opowiadania: Żywa gotówka, Cała kupa wielkich braci, Pobożne życzenie, Żadnych marzeń, Ostatnie słowo, Jawnogrzesznica, Godzina przed świtem, Koszt uzyskania)
- Coś mocniejszego (Fabryka Słów 2006, opowiadania: Żywa gotówka, Akwizytor, Cała kupa wielkich braci, Pobożne życzenie, Żadnych marzeń, Coś mocniejszego, Ostatnie słowo, Eliksir szczęścia, Człowiek w pociągu, Jawnogrzesznica, Czerwone dywany, odmierzony krok, Pięknie jest w dolinie, Niezły, Pokój naszych czasów, Godzina przed świtem, Tańczący mnich, Bejbiś™, Dobra wróżka, W południe, Szybki montaż)
- Władca szczurów - wydanie zmnienione i rozszerzone (Fabryka Słów 2012, opowiadania: Pilot, Jedenaście piszczałek [Notatnik II], Prezydent, Sobowtór [Notatnik III], Łąka, Głosy z oddali, IQ [Notatnik VI], Władca Szczurów, Hellas III, Misja specjalna [Notatnik VII], Ciśnienie, Historia, Patronka [Notatnik IX], Człowiek w pociągu, Wąwóz Roncesvalles [Notatnik X], Zero złudzeń, Strach, Szosa na Zaleszczyki, Legenda o Królu Arturze [Notatnik XIII], Źródło bez wody, Posłowie).

### Powieści
- Wybrańcy bogów (Przedświt 1991, wznowienie – Supernowa 2000)
- Pieprzony los Kataryniarza (Supernowa 1995)
- Walc stulecia (Supernowa 1998)
- Ciało obce (Świat Książki 2005)
- Ognie na skałach (Fabryka Słów 2005)
- Żywina (Świat Książki 2008)
- Zgred (Zysk i S-ka 2011).

### Publicystyka
- Zero zdziwień (Nepo 1995, felietony polityczne)
- Viagra mać (Fabryka Słów 2002, felietony polityczne)
- Frajerzy (Fabryka Słów 2003, felietony o fantastyce i polityczne)
- Polactwo (Fabryka Słów 2004, książka publicystyczna. Reedycja rok 2007 z dodatkowymi poprawkami uwzględniającymi zmiany, jakie zaszły w Polsce)
- Michnikowszczyzna. Zapis choroby (Red Horse 2006, książka publicystyczna) ISBN 83-60504-16-4.
- Czas wrzeszczących staruszków (Fabryka Słów 2008, książka publicystyczna)
- W skrócie (Fabryka Słów 2009)
- W sieci (Grasshopper 2009, wybór felietonów ze stron interia.pl, salon24.pl, niezalezna.pl i rp.pl)
- Wkurzam Salon (Wydawnictwo „Czerwone i Czarne” 2011, biograficzny wywiad rzeka z Rafałem A. Ziemkiewiczem – realizacja Rafał Geremek)
- Myśli nowoczesnego endeka (Fabryka Słów 2012)
- Uwarzałem że (Fabryka Słów 2013)
- Jakie piękne samobójstwo (Fabryka Słów 2014, książka publicystyczno-historyczna)[96]
- Życie seksualne lemingów (Fabryka Słów 2015, zbiór felietonów)
- Pycha i Upadek (Fabryka Słów 2015)
- Złowrogi cień Marszałka (Fabryka Słów 2017).
- Sanacja czy Demokracja (teksty z tygodnika „Do Rzeczy” z lat 2015–2017, Orle Pióro 2017)
- A więc wojna! (Fabryka Słów 2018)
- Cham niezbuntowany (Fabryka Słów 2020)
- Strollowana rewolucja (Fabryka Słów 2021)
- Wielka Polska (Fabryka Słów 2022)
- Czas bezprawia (Fabryka Słów 2024)
- Zamach na polskość (Biały Kruk 2025)

## Odznaczenia i nagrody
- Śląkfa jako Twórca Roku (1990, 1998)[1]
- Nagroda im. Janusza A. Zajdla (1995, 1996, 1998)[1]
- Brązowy Medal „Zasłużony Kulturze Gloria Artis” (2007)[1][97]
- Medal Europejski Bussines Center Club (2005)[1]
- Medal Honorowy im. Z. Rumla[1]
- Nagroda Kisiela (2001)[1]
- nagroda artRonina, przyznawanej na Interdyscyplinarnym Festiwalu Sztuk Miasto Gwiazd w Żyrardowie, za niezależność (2016).